# Леда и её дети
«Леда и её дети» — картина эпохи Возрождения, написанная художником Джампьетрино, учеником Леонардо да Винчи. Картина находится в коллекции Кассельской картинной галереи.

## История
Истоки картины восходят к этюдам Леонардо да Винчи для утраченной картины «Леда и лебедь», которые хранятся в Виндзорском замке, музее Бойманса - ван Бёнингена в Роттердаме и Чатсуорт-хаусе в Англии.
Прекрасную царевну Леду соблазняет Зевс, который приходит к ней в образе лебедя. В ту же ночь она спит со своим мужем Тиндареем. От этого союза рождаются два близнеца: прекрасная Елена и бессмертный диоскур Полидевк, отпрыск Зевса, Клитемнестра и смертный диоскур Кастор, отпрыск Тиндарея, царя Спарты. Хотя лебедь на картине из Касселя отсутствует, скорлупа яиц, из которых вылупляются дети, свидетельствует о божественной связи.
При исследовании с помощью инфракрасной рефлектографии были обнаружены два подрисовки: подрисовка Леды с детьми, соответствующая более поздней версии, и точная подрисовка, выполненная в технике спольверо по мотивам «Святой Анны с Мадонной и младенцем Христом» Леонардо (Лувр). Это доказывает существование картона «Святой Анны с Мадонной и младенцем Христом», который был утрачен. Восходит ли Леда с детьми к утраченному картону Леонардо, пока неясно. Венера присевшая могла послужить ему моделью. Центральная фигура Леды была выполнена Джампьетрино около 1515/20 г. Северный пейзаж с богатыми деталями был создан художником-пейзажистом Чезаре Бернаццано, который также рисовал пейзажи к картинам других учеников Леонардо да Винчи. Очень скульптурно выполненные фигуры с замысловатыми изгибами тела коленопреклонённой Леды составляют яркий контраст с отдалённым пейзажем, который изображён с видом воздушной перспективы.
Иоганн Вольфганг фон Гёте восхищался картиной в Касселе в 1779, 1783, 1792 и 1801 годах в то время считавшейся полотном Леонардо да Винчи.

## Провенанс
Картина была куплена на аукционе в 1756 году ландграфом Вильгельмом VIII, полагая, что это изображение Каритас, выполненное Леонардо да Винчи в детстве, а яичная скорлупа была закрашена другой рукой. Во время войн Антифранцузских коалиций курфюрст Вильгельм I приказал перевезти картину в Сабабург в 1806 году, чтобы защитить её от наступающих французских войск Grande Armée. Однако тайник был выдан, и генерал Жозеф Лагранж конфисковал картину в качестве военных трофеев. Однако до места назначения — дворца Мальмезон, резиденции императрицы Жозефины — картина так и не добралась. Шедевр был потерян в хаосе войны и вновь появился в частном владении в Париже только в 1821 году. Мангеймский арт-дилер Доминик Артария предложил выкупить картину у курфюрста Вильгельма I, но тот категорически отказался от предложения. Через бельгийского художника и арт-дилера Пьера Жозефа Лафонтена она попала в художественную коллекцию голландского короля Виллема II в Гааге. После того как его коллекция была продана на публичном аукционе в 1850 году, картина перешла во владение его брата принца Фредерика Оранского Нассауского, а в 1883 году была завещана дому Нассау-Вейльбург в Нейвиде. Гауляйтер Эрих Кох приобрёл картину за 150 000 RM и подарил её Герману Герингу на день рождения 12 января 1940 года. Геринг добавил «Леду и её детей» в свою обширную частную коллекцию готических и ренессансных обнаженных натур в Каринхолле.
После окончания Второй мировой войны картина была доставлена в Центральный пункт коллекционирования в Мюнхене и впоследствии передана под опеку. В 1962 году картина была вновь приобретена землёй Гессен.